# Pub grub

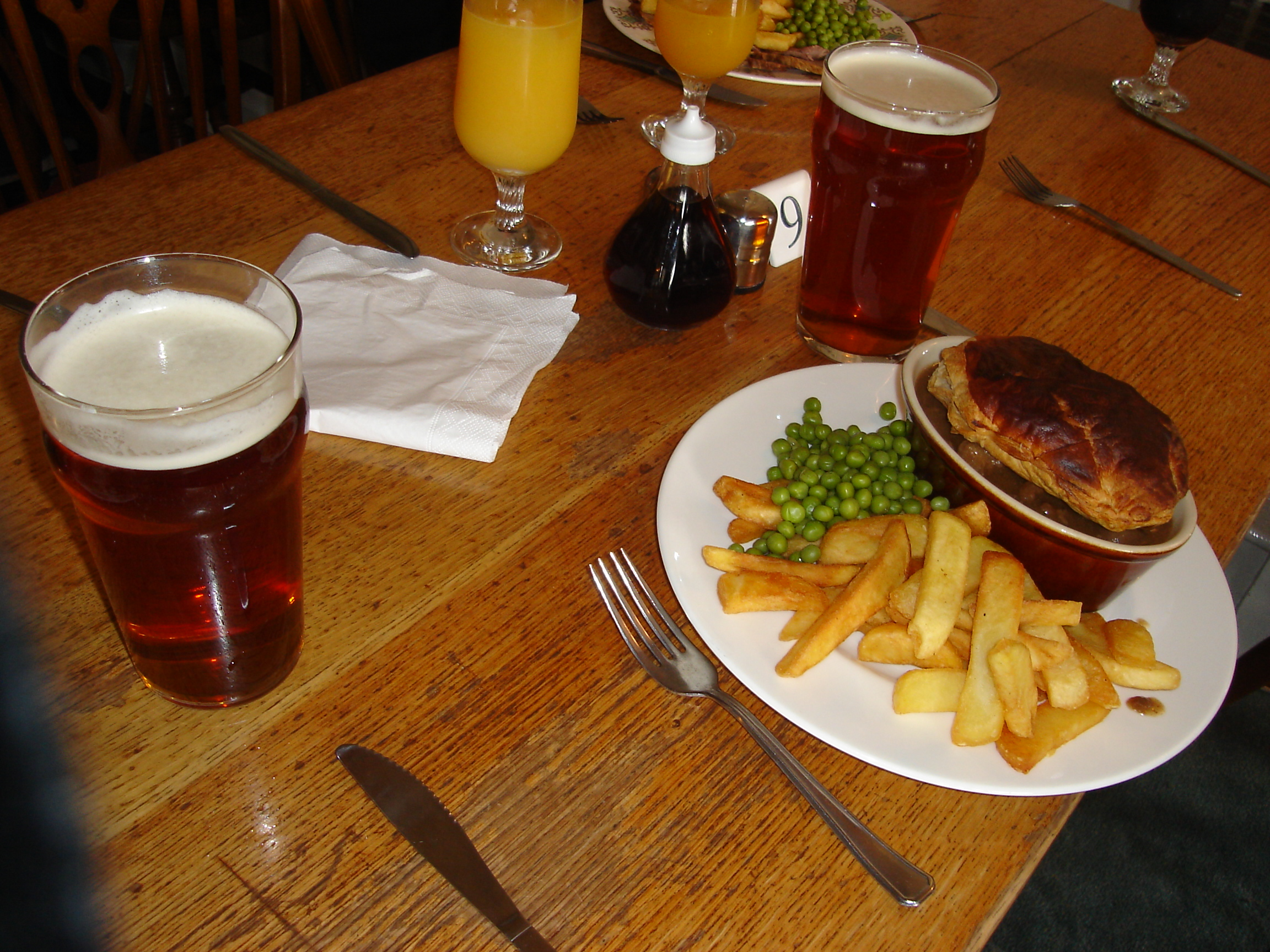
Un steak and kidney pie, junto con una pinta, tal cual se sirve en un pub.

Pub grub es la comida servida generalmente en los pubs ("public houses") del Reino Unido e Irlanda. Los platos más habituales en estos locales son pastel de filete y riñones (steak and kidney pie), pastel de pastor (shepherd's pie), pescado con patatas fritas (fish and chips), salchichas con puré de patatas (bangers and mash), olla de Lancashire (hot pot), ploughman's lunch, pasties y similares.

## Características
Generalmente, la comida se paga por adelantado y no se espera propina. Habitualmente los clientes suelen pedir los platos por números o un identificador de mesa, de esta forma se ayuda a los camareros a servir correctamente. 
A menudo, el término "pub grub" se usa para referirse con desprecio a ciertos alimentos comunes. El término aparece especialmente en las guías de viajes. 